# John Osborn (politician)
John Osborn (n. 14 decembrie 1922, Sheffield, Anglia, Regatul Unit – d. 2 decembrie 2015) a fost un om politic britanic, membru al Parlamentului European în perioada 1973-1979 din partea Regatului Unit. 